# 백지징세
백지징세(白地徵稅)는 조선 중기 이후 관리의 농민착취 현상이 빚어낸 위법징세의 일종이다. 실제로는 전혀 토지가 없는데 가전적(假田籍)을 만들어 징세하거나 세(稅)를 부과할 수 없는 황폐한 진전(陳田)에 대해서 납세하는 경우를 두고 말한 것이다.